# Chassignolles, Haute-Loire

Chassignolles este o comună în departamentul Haute-Loire, Franța. În 2009 avea o populație de 82 de locuitori.